# Linzer Technikum
Die HTL Paul Hahn Straße – Linzer Technikum, kurz LiTec, ist eine Höhere Technische Lehranstalt in Linz und mit etwa 1500 Schülern und 200 Lehrern eine der größten Schulen Österreichs. Die Schule wurde 1971 gegründet. Es gibt eine Tagesschule mit Höherer Abteilung und Fachschule sowie eine Abendschule für Berufstätige.

## Tagesschule
Die Tagesschule können Schüler nach der achten oder neunten Schulstufe besuchen. Sie gliedert sich in die vierjährige Fachschule und eine fünf Jahre dauernde Ausbildung der Höheren Abteilung und bietet zusätzlich zur gymnasialen Allgemeinbildung eine berufs- und praxisorientierte technische Ausbildung.
Die fünfjährige Ausbildung an der Höheren Abteilung wird mit der Matura abgeschlossen. Anders als im Gymnasium, werden in dieser Schule die Diplomarbeiten gemeinsam mit Unternehmen umgesetzt. In der Fachschule mit den Bereichen Elektrotechnik und Maschinenbau kann ein Fachschulabschluss erworben werden.

## Abteilungen
Die Schule gliedert sich in die Fachrichtungen Elektrotechnik, Informationstechnologie, Mechatronik, Maschinenbau und Wirtschaftsingenieure. Die Höhere Technische Lehranstalt für Wirtschaftsingenieure in Freistadt ist eine Abteilung des LiTec. Zusätzlich wird ein Fernstudium in Kooperation mit dem Studienzentrum Weiz angeboten.

## Abendschule
In den Höheren Lehranstalten der Abendschule können Berufstätige im maschinenbautechnischen und elektrotechnischen Bereich einen Abschluss erwerben. Der Unterricht findet in der Regel von Montag bis Donnerstag von 17:25 Uhr bis maximal 21:40 Uhr und am Freitag von 16:40 Uhr bis maximal 21:40 Uhr statt. In Ausnahmefällen kann der Unterricht bereits ab 15:50 Uhr beginnen.

## Besonderheiten
Schwerpunkte (Stand 2023) sind eine „Smart Factory“ im Rahmen der Digitalisierungs-Offensive und die Einrichtung eines „Kompetenzzentrums für Nachhaltigkeit“ sowie dem „greenteclab“ in Zusammenarbeit mit mehreren Unternehmen.
An der Schule wird zudem Blasmusik als Freigegenstand angeboten.